# Communauté de communes de l’Arce et de l’Ource
Die Communauté de communes de l’Arce et de l’Ource war ein französischer Gemeindeverband mit der Rechtsform einer Communauté de communes im Département Aube in der Region Grand Est. Sie wurde am 16. Dezember 2003 gegründet und umfasste 16 Gemeinden. Der Verwaltungssitz befand sich im Ort Essoyes.

## Historische Entwicklung
Am 1. Januar 2017 wurde der Gemeindeverband mit den Communautés de communes Région des Riceys und Barséquanais zur neuen Communauté de communes du Barséquanais en Champagne zusammengeschlossen.

## Ehemalige Mitgliedsgemeinden
1. Bertignolles
2. Buxières-sur-Arce
3. Chacenay
4. Chervey
5. Cunfin
6. Éguilly-sous-Bois
7. Essoyes
8. Fontette
9. Landreville
10. Loches-sur-Ource
11. Noé-les-Mallets
12. Saint-Usage
13. Verpillières-sur-Ource
14. Ville-sur-Arce
15. Vitry-le-Croisé
16. Viviers-sur-Artaut